# 로빈노랑박쥐
로빈노랑박쥐(Scotophilus nucella)는 애기박쥐과에 속하는 박쥐의 일종이다. 코트디부아르와 가나 그리고 우간다에서 발견된다.

## 특징
몸길이 115~125mm의 중간 크기의 박쥐로 전완장은 49~53mm이다. 꼬리 길이는 41~47mm, 발 길이는 10~12mm, 귀 길이는 15~16mm이다. 몸무게는 최대 27g이다.

## 생태
먹이는 곤충이다.

## 분포 및 서식지
코트디부아르 남부와 동부, 가나 남부, 우간다 중부와 서부, 탄자니아 북부와 동부에 널리 분포한다. 우림에서 서식한다.